# Semiothisa mutabilis
Semiothisa mutabilis là một loài bướm đêm trong họ Geometridae.